# Edoras

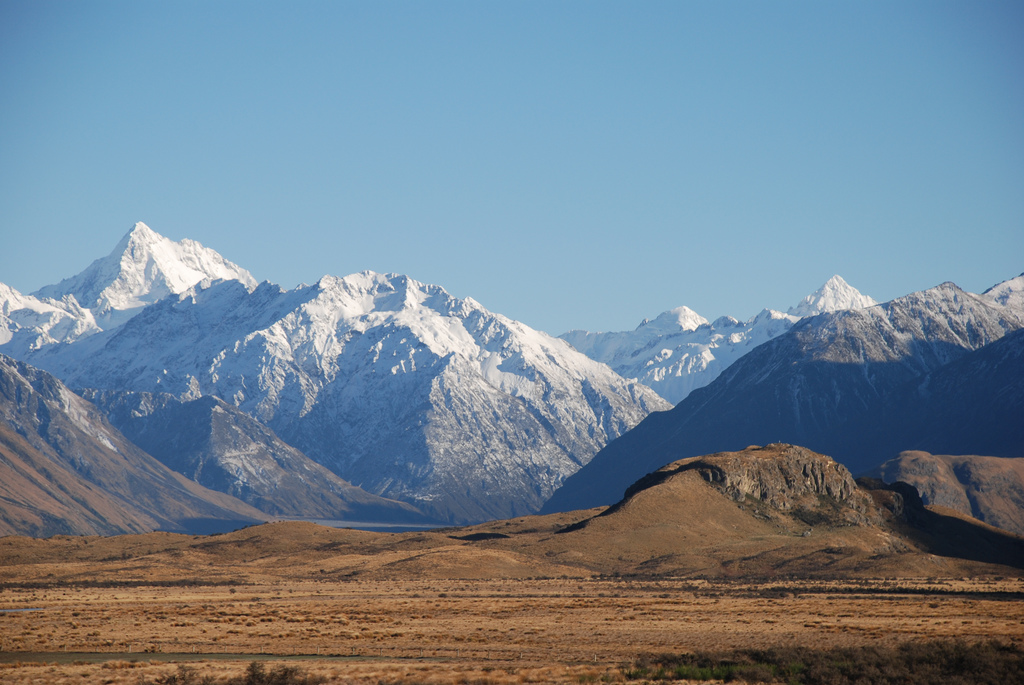
Mount Sunday i Nya Zeeland där Edoras byggdes för Peter Jacksons filmatiserade Trilogi om Härskarringen. Edoras placerades på åsen till höger i förgrunden.

Edoras är en fiktiv stad i J.R.R. Tolkiens värld om Midgård. Det är Rohans huvudstad, och är egentligen landets enda riktiga stad, där Rohans kungar bor. 

## Etymologi
Edoras är fornengelska för "domstol". Namnet Meduseld baseras på det anglosaxiska ordet Maeduselde vilket betyder mjödhall. Ordet förekommer dessutom i eposet Beowulf och är ett av tecknen på Tolkiens försök att knyta mytologin om Midgård till just Beowulf.

## Geografi
Staden ligger på en hög kulle i Harvdal, en dal bredvid de Vita bergen som låg under de stora berget Starkhorn; mitt i det stora slättlandet. Snöforsen rann förbi Edoras på väg västerut mot Ente älv. En sönderkörd väg ledde från staden förbi Snöforsen. Staden omgavs av en träpallisad, och ett dike grävt runt kullen med en källa vars vatten rann i en kanal längs stadens huvudgata. Träpallisaden har en stor träport som leder in till huvudgatan. 
I Edoras bor kungen av Rohan och hans släkt i den gyllene hallen Meduseld, belägen på toppen av kullen tillsammans med stallar och hus. Meduseld beskrivs ha en gyllene halmtak och en smaragdgrön terrass. Hallen var lång och väldig och dess väggar var dekorerade med gobelänger som skildrar historien och legenden om Rohirrim. Långt borta vid hallens bortre gavel stod en estrad med tre trappsteg, där en stor gyllene tron låg. Hallen fungerade dessutom som en möteshall för kungen och hans rådgivare, samt som samlingssal för folket. 
Strax utanför staden låg Kummelfältet, där kungarna av Rohan hade sina gravar. Blomman Simbelmyne växte på deras krön.

## Historia
Staden byggdes av Rohans andra kung, Brego, son till Eorl den unge, år 2560 under den tredje åldern. Innan Edoras byggdes var Aldburg Rohans huvudstad. I Edoras träffar Aragorn, Gandalf, Legolas och Gimli kung Théoden som har efter många år sakta försvagats och förgiftats av Gríma Ormtungas förgiftade ord. När Théoden genom Gandalfs magi botats får denne veta att trollkarlen Saruman har startat krig mot Rohan och att hela Västfold har bränts ner av hans orcher. Théoden beordrar att sända sitt folk till Helms klyfta, där han tror att de enkelt kommer att kunna försvara sig mot Isengårds styrkor.